# Сычи (Шатурский район)
Сычи́ — деревня в Шатурском муниципальном районе Московской области, в составе сельского поселения Пышлицкое. Расположена в юго-восточной части Московской области. Входит в культурно-историческую местность Ялмать. Деревня известна с 1623 года.
Население — 12 чел. (2013).

## Название
В писцовой книге Владимирского уезда 1637—1648 гг. упоминается как Малые Барсуки, Русиново тож, в более поздних письменных источниках — Барсуки, Русаново тож (материалы Генерального межевания 1790 года), Сичи, Барсуки (карта 1850 года), Сычи (1862 год), Сычи (Барсуки) (1868 год), Сычи (карта 1871 года), Сычи (Барсуки) (1887 год) и Сычи (Барсуки, Свечи тож) (1906 год).
Название может быть связано с некалендарным личным именем Сыч. Также существует предположение, что названия Сычи и Барсуки деревня получила по прозвищу жителей деревни. Название Русиново, вероятнее всего, произошло от фамилии владельца деревни, но документов, подтверждающих эту версия нет. Относительно наименования Свечи высказывается предположение об ошибочном написании.

## Физико-географическая характеристика

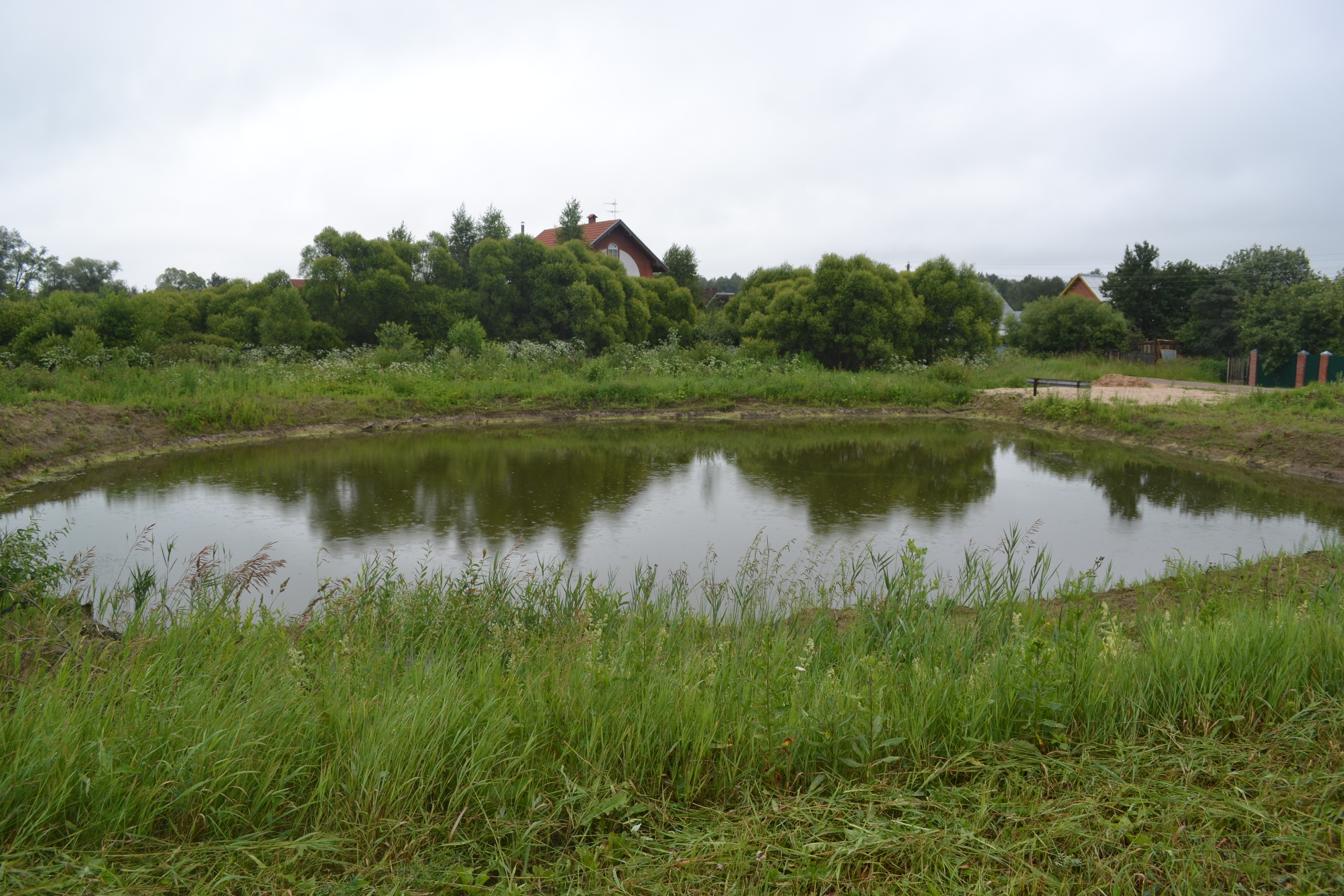
Пруд в деревне Сычи

Деревня расположена в пределах Мещёрской низменности, относящейся к Восточно-Европейской равнине, на высоте 119 м над уровнем моря. Рельеф местности равнинный. Со всех сторон деревня окружена лесами. В 1,5 км к северо-западу от деревни расположен лес Васильев сад, к югу от которого находятся Гороховские и Волковы луга. Кроме того в окрестностях деревни имеются несколько болот — Гусево, Денисово, Змеиное, Кулово и Сидорово.
По автомобильной дороге расстояние до МКАД составляет около 167 км, до районного центра, города Шатуры, — 66 км, до ближайшего города Спас-Клепики Рязанской области — 26 км, до границы с Рязанской областью — 10 км. Ближайший населённый пункт — деревня Маврино, расположенная в 1,5 км к югу от Сычей.
Деревня находится в зоне умеренно континентального климата с относительно холодной зимой и умеренно тёплым, а иногда и жарким, летом. В окрестностях деревни распространены дерново-подзолистые почвы с преобладанием суглинков и глин.
В деревне, как и на всей территории Московской области, действует московское время.

## История

### С XVII века до 1861 года
В XVII веке деревня Сычи входила в Тереховскую кромину волости Муромское сельцо Владимирского уезда Замосковного края Московского царства. Первым известным владельцем деревни был Степан Михайлович Ресницын. После его смерти, в 7131 (1622/23) году поместье досталось его вдове Авдотье Богдановской и сыну Василию. В писцовой книге Владимирского уезда 1637—1648 гг. Сычи описывается как деревня на суходоле с одним двором, при деревне имелись пахотные земли среднего качества и сенокосные угодья: «Деревня Малые Барсуки, Русиново тож, на суходоле, а в ней двор крестьянин Мишка Васильев да брат его Ивашко, у Мишки сын Куземка да Федька Лаврентьев, у Федьки сын Ларка. Пашни паханые, середние земли двенадцать чет, да лесом поросло две чети без третника в поле, а в дву по тому ж; сена по болоту пятьдесят копен».

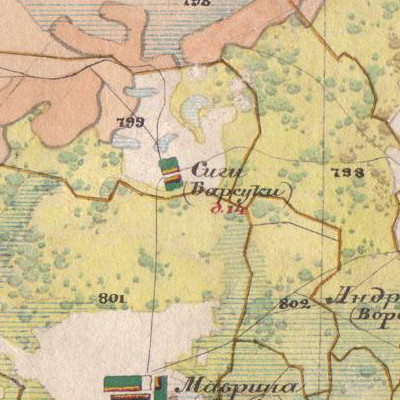
Деревня Сычи на карте 1850 года

В результате губернской реформы 1708 года деревня оказалась в составе Московской губернии. После образования в 1719 году провинций деревня вошла во Владимирскую провинцию, а с 1727 года — во вновь восстановленный Владимирский уезд.
В 1778 году образовано Рязанское наместничество (с 1796 года — губерния). Впоследствии вплоть до начала XX века Сычи входили в Егорьевский уезд Рязанской губернии.
В Экономических примечаниях к планам Генерального межевания, работа над которыми проводилась в 1771—1781 гг., деревня упоминается следующим образом: «Отъезжие луга деревни Барсуки, Русаново тож, Настасьи Лукиной дочери Дубасовой. На левой стороне речки Пошица, покосы хороши».
В последней четверти XVIII века деревня принадлежала девицам Александре Николаевне и Елизавете Николаевне Языковым, в 1797 году — секунд-майорше Е. Н. Языковой.
По сведениям 1859 года Сычи — владельческая деревня 1-го стана Егорьевского уезда по левую сторону Касимовского тракта, при колодцах.
На момент отмены крепостного права владельцами деревни были помещики Васильев и Петров.

### 1861—1917
После реформы 1861 года из крестьян деревни было образовано два сельских общества, которые вошли в состав Дерсковой волости.
В 1885 году был собран статистический материал об экономическом положении селений и общин Егорьевского уезда. В обоих сельских обществах деревни было общинное землевладение. Земля была поделена по ревизским душам. Переделы пашни не практиковались, покосы делились ежегодно. У крестьян, бывших помещика Васильева был как дровяной, так и строевой лес; в другой общине был только дровяной лес, которого не хватало и крестьянам приходилось покупать дрова. Надельная земля у каждой общины находилась в отдельной меже. Сама деревня была расположена с краю надельной земли. Кроме надельной земли, у крестьян Васильева имелась также купчая земля.
Почвы были суглинистые с илом, супесчаные и песчаные, пашни — неровные. Покосы по полям и болоту. Прогоны в обеих общинах были удобные. В деревне было два небольших рытых пруда и у каждого домохозяина колодцы, в некоторых колодцах вода была темно-красного цвета и неприятного запаха. Своего хлеба не хватало, поэтому его покупали в селе Спас-Клепиках и Дмитровском Погосте, а также у местных торговцев в деревне Маврино. Сажали рожь, овёс, гречиху и картофель. У крестьян было 23 лошади, 76 коров, 238 овец, 32 свиньи, а также 29 плодовых деревьев и 30 колодок пчёл. Избы строили деревянные, крыли деревом и железом, топили по-белому.
Деревня входила в приход села Фрол (Радушкино). Ближайшая школа находилась в деревне Маврино. Главными местными промыслами было вязание сетей для рыбной ловли и дранье коры для дубления, которыми занимались исключительно женщины. Почти все мужчины были плотниками. Работали в Егорьевске или Егорьевском уезде, но некоторые уходили на заработки в другие города.
В начале XX века ближайшее почтовое отделение и земская лечебница находились в селе Дмитровский Погост.

### 1917—1991
В 1919 году деревня Сычи в составе Дерсковской волости была передана из Егорьевского уезда во вновь образованный Спас-Клепиковский район Рязанской губернии. В 1921 году Спас-Клепиковский район был преобразован в Спас-Клепиковский уезд, который в 1924 году был упразднён. После упразднения Спас-Клепиковского уезда деревня передана в Рязанский уезд Рязанской губернии. В 1925 году произошло укрупнение волостей, в результате которого деревня оказалась в укрупнённой Архангельской волости. В ходе реформы административно-территориального деления СССР в 1929 году деревня вошла в состав Дмитровского района Орехово-Зуевского округа Московской области. В 1930 году округа были упразднены, а Дмитровский район переименован в Коробовский.
В 1930 году деревня Сычи входила в Мавринский сельсовет Коробовского района Московской области.
В начале 30-х годов в деревне был организован колхоз им. 1 Мая. Известные председатели колхоза: Белов (с сентября 1936 года), Антонова Антонина Кузьминична (1937—1940, 1946, 1948 гг.).
В конце 1930-х годов жертвой политических репрессий стал один житель деревни — Межевов Михаил Ивлиевич.
Во время Великой Отечественной войны в армию были призваны 34 жителя деревни. Из них 11 человек погибли, 8 пропали без вести. Трое уроженцев деревни были награждены боевыми медалями:
- Антонов Александр Иванович (1925 г.р.) — призван в 1943 году, служил в 242-м стрелковом полку 82-й стрелковой дивизии, демобилизован в 1946 году в звании гвардии младшего лейтенанта, был награждён медалью «За победу над Германией»;
- Дудин Иван Акимович (1924 г.р.) — призван в 1942 году, служил в звании красноармейца в 252-м стрелковом полку 83-й гвардейской стрелковой дивизии, демобилизован в 1945 году, был награждён медалями «За боевые заслуги» и «За победу над Германией»;
- Межевов Сергей Иванович (1924 г.р.) — призван в 1942 году, демобилизован в 1945 году, был награждён медалями «За взятие Берлина» и «За победу над Германией»[31].

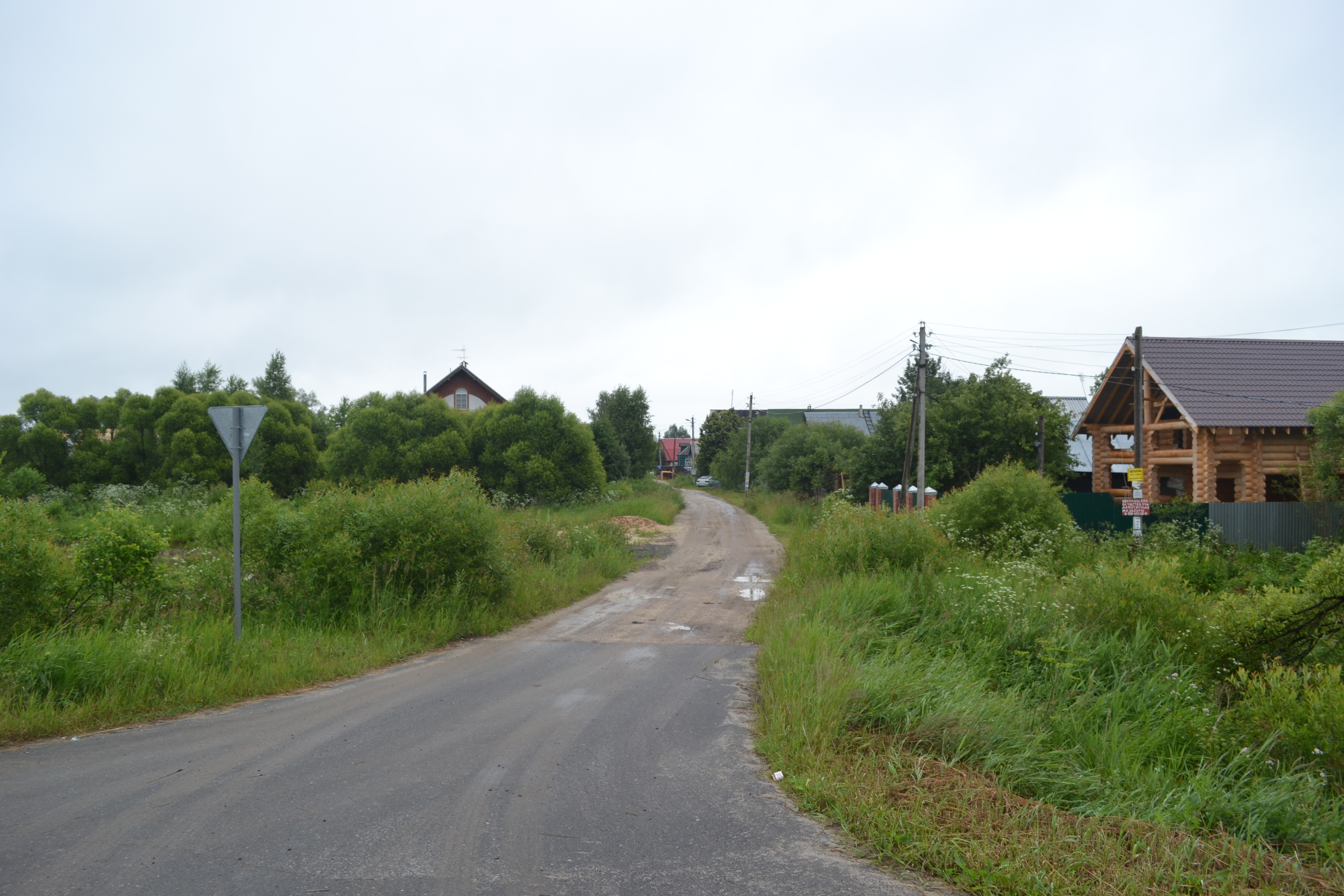
Въезд в деревню

В 1951 году было произведено укрупнение колхозов, в результате которого деревня Сычи вошла в колхоз им. Кирова.
В 1954 году Мавринский сельсовет был упразднён, а деревня вошла в состав Дубасовского сельсовета. В 1959 году деревня была передана из упразднённого Дубасовского сельсовета в Пышлицкий сельсовет.
3 июня 1959 года Коробовский район был упразднён, Пышлицкий сельсовет передан Шатурскому району.
В 1960 году был создан совхоз «Пышлицкий», в который вошли все соседние деревни, в том числе Сычи.
С конца 1962 года по начало 1965 года Сычи входили в Егорьевский укрупнённый сельский район, созданный в ходе неудавшейся реформы административно-территориального деления, после чего деревня в составе Пышлицкого сельсовета вновь передана в Шатурский район.

### С 1991 года
В феврале 1992 года из Пышлицкого сельсовета выделен Белоозёрский сельсовет, в состав которого вошли Сычи. В 1994 году в соответствии с новым положением о местном самоуправлении в Московской области Белоозёрский сельсовет был преобразован в Белоозёрский сельский округ. В 2004 году Белоозёрский сельский округ был упразднён, а его территория включена в Пышлицкий сельский округ. В 2005 году образовано Пышлицкое сельское поселение, в которое вошла деревня Сычи.

## Население
| 1812 | 1858 | 1859 | 1868 | 1885 | 1905 | 1970 |
| ---- | ---- | ---- | ---- | ---- | ---- | ---- |
| 96   | ↗121 | ↗133 | ↘129 | ↗224 | ↗308 | ↘101 |
| 1993 | 2002 | 2006 | 2010 | 2011 | 2013 |      |
| ↘30  | ↗49  | ↘18  | ↘10  | ↗12  | →12  |      |

Первые сведения о жителях деревни встречаются в писцовой книге Владимирского уезда 1637—1648 гг., в которой учитывалось только податное мужское население (крестьяне и бобыли). В деревне Малые Барсуки был один крестьянский двор, в котором проживало 5 мужчин.
В переписях за 1812, 1858 (X ревизия), 1859 и 1868 годы учитывались только крестьяне. Число дворов и жителей: в 1812 — 96 чел.; в 1850 году — 14 дворов; в 1858 году — 62 муж., 59 жен.; в 1859 году — 12 дворов, 72 муж., 61 жен.; в 1868 году — 17 дворов, 64 муж., 65 жен.
В 1885 году был сделан более широкий статистический обзор. В деревне проживало 224 крестьянина (37 дворов, 107 муж., 117 жен.), из 30 домохозяев семеро имели две и более избы. На 1885 год грамотность среди крестьян деревни составляла почти 9 % (20 человека из 224), также 5 мальчиков посещали школу.
В 1905 году в деревне проживало 308 человек (38 дворов, 152 муж., 156 жен.). Со второй половины XX века численность жителей деревни постепенно уменьшалась: в 1970 году — 37 дворов, 101 чел.; в 1993 году — 32 двора, 30 чел.; в 2002 году — 49 чел. (25 муж., 24 жен.).
По результатам переписи населения 2010 года в деревне проживало 10 человек (5 муж., 5 жен.), из которых трудоспособного возраста — 6 человек, старше трудоспособного — 4 человека.
Жители деревни по национальности в основном русские (по переписи 2002 года — 96 %).
Деревня входила в область распространения Лекинского говора, описанного академиком А. А. Шахматовым в 1914 году.

## Социальная инфраструктура
Ближайшие предприятия торговли, дом культуры, библиотека и операционная касса «Сбербанка России» расположены в селе Пышлицы. Медицинское обслуживание жителей деревни обеспечивают Пышлицкая амбулатория, Коробовская участковая больница и Шатурская центральная районная больница. Ближайшее отделение скорой медицинской помощи расположено в Дмитровском Погосте. Сычи закреплены за Пышлицкой средней общеобразовательной школой.
Пожарную безопасность в деревне обеспечивают пожарные части № 275 (пожарные посты в селе Дмитровский Погост и деревне Евлево) и № 295 (пожарные посты в посёлке санатория «Озеро Белое» и селе Пышлицы).
Деревня электрифицирована и газифицирована. Центральное водоснабжение отсутствует, потребность в пресной воде обеспечивается общественными и частными колодцами.

## Транспорт и связь
Рядом с деревней проходит асфальтированная автомобильная дорога общего пользования Дубасово-Сычи-Пышлицы, на которой имеется остановочный пункт маршрутных автобусов «Сычи».
Деревня связана автобусным сообщением с селом Дмитровский Погост и деревней Гришакино (маршрут № 40), а также с городом Москвой (маршрут № 327, «Перхурово — Москва (м. Выхино)»). Ближайшая железнодорожная станция Кривандино Казанского направления находится в 56 км по автомобильной дороге. Прямые автобусные маршруты до районного центра, города Шатуры, и станции Кривандино отсутствуют.
В деревне доступна сотовая связь (2G и 3G), обеспечиваемая операторами «Билайн», «МегаФон» и «МТС».
Ближайшее отделение почтовой связи, обслуживающее жителей деревни, находится в посёлке санатория «Озеро Белое».